# Caja Rural-Seguros RGA/Saison 2023
Dieser Artikel listet die Mannschaft und die Siege des Radsportteams Caja Rural-Seguros RGA in der Saison 2023.

## Mannschaft
| Teamkader 2023                                 | Teamkader 2023    | Teamkader 2023         | Teamkader 2023                        |
| Name                                           | Geburtsdatum      | Land                   | Vorheriges Team                       |
| ---------------------------------------------- | ----------------- | ---------------------- | ------------------------------------- |
| Julen Amezqueta                                | 12. August 1993   | Spanien                | Wilier Triestina-Selle Italia (2017)  |
| Orluis Aular                                   | 5. November 1996  | Venezuela              | Matrix Powertag (2019)                |
| Daniel Babor                                   | 22. Oktober 1999  | Tschechien             | Elkov-Kasper (2022)                   |
| Abel Balderstone                               | 7. Juli 2000      | Spanien                |                                       |
| Fernando Barceló                               | 6. Januar 1996    | Spanien                | Cofidis (2021)                        |
| Jon Barrenetxea                                | 20. April 2000    | Spanien                | Baqué Ideus BH (2020)                 |
| Jefferson Cepeda                               | 3. März 1996      | Ecuador                | Team Ecuador (2018)                   |
| Josu Etxeberria                                | 9. September 2000 | Spanien                | Caja Rural-Seguros RGA amateur (2020) |
| Jhojan García                                  | 10. Januar 1998   | Kolumbien              | Medellín (2019)                       |
| David González López                           | 21. Februar 1996  | Spanien                |                                       |
| Calum Johnston                                 | 11. Januar 1998   | Vereinigtes Königreich | Caja Rural-Seguros RGA amateur (2021) |
| Iúri Leitão                                    | 3. Juli 1998      | Portugal               | Tavfer-Measindot-Mortágua (2021)      |
| Joseba López                                   | 5. März 2000      | Spanien                |                                       |
| Sergio Martín                                  | 13. Dezember 1996 | Spanien                |                                       |
| Mulu Hailemichael                              | 12. Januar 1999   | Äthiopien              | Global 6 Cycling (2022)               |
| Jokin Murguialday                              | 19. März 2000     | Spanien                |                                       |
| Joel Nicolau                                   | 23. Dezember 1997 | Spanien                |                                       |
| Yesid Pira                                     | 28. Juni 1999     | Kolumbien              | Liro-Alcaldía de La Vega (2021)       |
| Eduard Prades                                  | 9. August 1987    | Spanien                | Delko (2021)                          |
| Michal Schlegel                                | 31. Mai 1995      | Tschechien             | Elkov-Kasper (2021)                   |
| Jaume Guardeño (1. Aug.–31. Dez., Stagiaire)   | 20. Februar 2003  | Spanien                |                                       |
| Javier Ibañez (1. Aug.–31. Dez., Stagiaire)    | 29. November 2001 | Spanien                | Caja Rural-Alea (2023)                |
| Thomas Silva (1. Aug.–31. Dez., Stagiaire)     | 30. Dezember 2001 | Uruguay                |                                       |
| Gorka Sorarrain (31. Jul.–31. Dez., Stagiaire) | 21. Mai 1996      | Spanien                | Baqué Cycling Team (2022)             |
|                                                |                   |                        |                                       |
| Quelle: ProCyclingStats                        |                   |                        |                                       |

## Siege
| Siege    | Siege                                                       | Siege        | Siege  | Siege                | Siege |
| Datum    | Rennen                                                      | Staat        | Klasse | Sieger               |       |
| -------- | ----------------------------------------------------------- | ------------ | ------ | -------------------- | ----- |
| 19. Mär. | Classica da Arrábida                                        | Portugal     | 1.2    | Orluis Aular         |       |
| 26. Mär. | Volta ao Alentejo, Gesamtwertung                            | Portugal     | 2.2    | Orluis Aular         |       |
| 5. Mai   | Griechenland-Rundfahrt, 3. Etappe                           | Griechenland | 2.1    | Iúri Leitão          |       |
| 6. Mai   | Griechenland-Rundfahrt, Gesamtwertung                       | Griechenland | 2.1    | Iúri Leitão          |       |
| 26. Mai  | GP Beiras e Serra da Estrela, 2. Etappe                     | Portugal     | 2.2    | Iúri Leitão          |       |
| 27. Mai  | GP Beiras e Serra da Estrela, 3. Etappe                     | Portugal     | 2.2    | Iúri Leitão          |       |
| 28. Mai  | GP Beiras e Serra da Estrela, 4. Etappe                     | Portugal     | 2.2    | Abel Balderstone     |       |
| 14. Jul. | Venezolanische Meisterschaften, Einzelzeitfahren der Männer | Venezuela    | CN     | Orluis Aular         |       |
| 14. Jul. | Grande Prémio Internacional de Torres Vedras, 1. Etappe     | Portugal     | 2.2    | David González López |       |
| 16. Jul. | Venezolanische Meisterschaften, Straßenrennen der Männer    | Venezuela    | CN     | Orluis Aular         |       |
| 13. Aug. | Portugal-Rundfahrt, 4. Etappe                               | Portugal     | 2.1    | Daniel Babor         |       |
| 26. Sep. | Tour de Langkawi, 4. Etappe                                 | Malaysia     | 2.Pro  | Daniel Babor         |       |
| 27. Sep. | Kroatien-Rundfahrt, 2. Etappe                               | Kroatien     | 2.1    | Iúri Leitão          |       |
| 30. Sep. | Kroatien-Rundfahrt, 5. Etappe                               | Kroatien     | 2.1    | Orluis Aular         |       |
| 1. Okt.  | Kroatien-Rundfahrt, Gesamtwertung                           | Kroatien     | 2.1    | Orluis Aular         |       |

## UCI-Ranglistenplatzierungen
| UCI-Ranking | UCI-Ranking       | UCI-Ranking            | UCI-Ranking |
| Fahrer      | Fahrer            | Land                   | Punkte      |
| ----------- | ----------------- | ---------------------- | ----------- |
| 117.        | Orluis Aular      | Venezuela              | 752 P.      |
| 443.        | Jon Barrenetxea   | Spanien                | 198 P.      |
| 450.        | Iúri Leitão       | Portugal               | 194 P.      |
| 499.        | Fernando Barceló  | Spanien                | 171 P.      |
| 517.        | Jefferson Cepeda  | Ecuador                | 161 P.      |
| 610.        | Daniel Babor      | Tschechien             | 128 P.      |
| 745.        | Eduard Prades     | Spanien                | 97 P.       |
| 807.        | Abel Balderstone  | Spanien                | 88 P.       |
| 873.        | Mulu Hailemichael | Äthiopien              | 76 P.       |
| 878.        | Thomas Silva      | Uruguay                | 75 P.       |
| 1087.       | Tomáš Bárta       | Tschechien             | 53 P.       |
| 1178.       | Jokin Murguialday | Spanien                | 47 P.       |
| 1281.       | Gorka Sorarrain   | Spanien                | 40 P.       |
| 1358.       | Michal Schlegel   | Tschechien             | 36 P.       |
| 1434.       | Joel Nicolau      | Spanien                | 32 P.       |
| 2172.       | Javier Ibañez     | Spanien                | 10 P.       |
| 2342.       | Julen Amezqueta   | Spanien                | 8 P.        |
| 2498.       | Calum Johnston    | Vereinigtes Königreich | 5 P.        |
| 2765.       | Jaume Guardeño    | Spanien                | 3 P.        |